# Посольство Кении в России
Посольство Кении в России — официальное представительство Кении в России располагается в Москве в особняке по адресу Лопухинский переулок дом 5 строение 1. С 2024 года посол Питер Мутуку Матуки.
Индекс автомобильных дипломатических номеров посольства — 040.
Особняк, в котором ныне размещается посольство, построен в 1876 году по проекту архитектора В. Н. Карнеева, перестроен в 1911—1914 годах архитектором Н. Г. Лазаревым.

## Послы Кении в России
- Адала Отуко (1964—1968)
- Дэвид Каянда (1969—1970)
- Дж. Ндизи (1971—1974)
- Эрнест Черийот Лангат (1974—1983)
- Мвабили Кисака (1984—1990)
- Диксон Ирери Катамбана (1991—1998)
- Мешак Джордж Ньямбати (1999—2002)
- Мэтью Катурима Митири (2003—2005)
- Соспитер Магита Мачаге (2005—2010)
- Пауль Кибивотт Кургат (2010—2015)
- Хиллари Нгонди Кьенго (2015—2021, врем. поверенный)
- Бенсон Генри Оума Огуту (2021—2024)
- Питер Мутуку Матуки (с 2024)